# Огденсбург (Њујорк)
Огденсбург (енгл. Ogdensburg) град је у америчкој савезној држави Њујорк. По попису становништва из 2010. у њему је живело 11.128 становника.

## Демографија
Према попису становништва из 2010. у граду је живело 11.128 становника, што је 1.236 (10,0%) становника мање него 2000. године.
| Група             | 2000.          | 2010.         |
| Белци             | 10.168 (82,2%) | 9.652 (86,7%) |
| Афроамериканци    | 1.227 (9,9%)   | 810 (7,3%)    |
| Азијати           | 85 (0,7%)      | 88 (0,8%)     |
| Хиспаноамериканци | 769 (6,2%)     | 389 (3,5%)    |
| Укупно            | 12.364         | 11.128        |